# Tajemství proutěného košíku (seriál)
Tajemství proutěného košíku je český televizní seriál pro mládež, který natočil režisér Ludvík Ráža v roce 1977 podle scénáře Markéty Zinnerové. O rok později napsala tato autorka stejnojmennou knihu. 

## Obsazení
| Miriam Chytilová       | Klárka                |
| Zdeněk Černý           | Vojta                 |
| František Srb          | Tonda                 |
| Richard Knotek         | Vláďa                 |
| Michael Dymek          | Zdeněk                |
| Michael Hofbauer       | Pepan                 |
| Libuše Havelková       | babička               |
| Josef Kemr             | Vláďův dědeček        |
| Martin Štěpánek        | Ondra                 |
| Jaroslav Satoranský    | pan učitel            |
| Jitka Molavcová        | žena pana učitele     |
| Jana Šulcová           | maminka Vládi         |
| Jiří Krampol           | otec Vládi            |
| Jaroslava Obermaierová | maminka Zdeňka        |
| Naďa Konvalinková      | Maruška, sestra Tondy |
| Josef Větrovec         | otec Tondy, hajný     |
| Rudolf Jelínek         | otec Klárky           |
| Dana Hlaváčová         | maminka Klárky        |

## Seznam dílů
1. Stěhování
2. Malý přítel
3. Dobrodružství v lese
4. Zmije
5. Pozdravuje tě táta
6. Bitka
7. Nový malý přítel
8. Cesta za tátou
9. Paběrkování
10. Máma chce pryč
11. Tajný výlet
12. Bratři
13. Tajemství proutěného košíku